# Бикер Би 133
Бикер Би 133 Јунгмајстер двокрилни једноседи акробатски авион мешовите конструкције, претежно направљен од дрвета и платна, са неувлачивим класичним стајним трапом.

## Развој
На основу свог успелог двоседог авиона за основну обуку Јунгман („Новајлија”), конструктор фирме Бикер Андерс Андерсон (Andersson) развио је овај једноседи акробатски авион тако што је олакшао конструкцију Јунгмана и уградио јачи мотор. Прототип је полетео 1935. године, а наредне године Јунгмајстер („Млади мајстор”) постао је стандардни авион за обуку пилота-ловаца не само у немачком већ и у швајцарском и шпанском ратном ваздухопловству. Сем у матичној фабрици, по лиценци прављен је и у фабрикама Дорније (Dornier Werke) и шпанској КАЗА (CASA). До краја педесетих година прошлог века био је то најбољи акробатски авион на свету, а и данас спада у врхунске акробатске машине. На њему су летели пилоти у скоро двадесет земаља широм света при чему је оригинални немачки мотор често замењен неким другим сличне снаге, обично Лајкоминговим.

## Југославија
Као знак признања за успешно окончан посао склапања авиона Јунгман за ВВ Краљевине Југославије, фабрика Бикер поклонила је директору фабрике авиона „Утва” Александру Станојевићу један примерак Јунгмајстера који је у земљу стигао 27. марта 1941. године. Због ратног стања авион није регистрован, а Станојевић је њиме извео два лета у Панчеву да би га 6. априла прелетео на земунски аеродром, где су га потом Немци заробили.
Крајем Другог светског рата јединице НОВЈ заплениле су од ратног ваздухоловства Независне Државе Хрватске три авиона овог типа. Поред коришћења у пилотској школи често су се виђали на аеро-митинзима којима је после рата популарисано ваздухопловство. Последњи примерак повучен је из употребе 1956. године.

## Модели
- Бикер Би 133А
- Бикер Би 133Б
- Бикер Би 133Ц
- КАЗА 1.133

## Употреба
- Независна Држава Хрватска
- Нацистичка Немачка
- Словачка
- Јужноафричка Унија
- Шпанија
- Швајцарска
- Краљевина Југославија